# Теорема Адамара — Картана
Теорема Адамара — Картана — утверждение о том, что универсальное накрытие риманова многообразия с неположительной кривизной диффеоморфно евклидову пространству.

## История
Для поверхностей в евклидовом пространстве теорема была доказана Гансом фон Мангольдтом в 1881 году, и независимо Жаком Адамаром в 1898 году. Общий случай был доказан Эли Картаном в 1928 году.
Обобщения на метрические пространства в разной общности были получены Гербертом Буземаном и Вилли Риновом,
Михаилом Громовым, а также Стефани Александер и Ричардом Бишопом.

## Формулировка
Теорема Картана — Адамара утверждает, что пространство универсального накрытия связного полного риманова многообразия неположительной секционной кривизны диффеоморфно евклидову пространству.
Более того, экспоненциальное отображение в любой точке является диффеоморфизмом.

## Вариации и обобщения
- Теорема обобщается на гильбертовы многообразия в том смысле, что экспоненциальное отображение является универсальным накрытием. При этом полнота понимается в том смысле, что экспоненциальный отображение определено на всём касательном пространстве к точке.

- Теорема Картана — Адамара для метрических пространств: метрическое пространство Х с неположительной кривизной в смысле Александрова является CAT(0)-пространством.
  - В частности, если X односвязно, то любые две точки в нём соединяются единственной геодезической, а значит, X является стягиваемым.

Предположение о неположительной кривизны может быть ослаблено. Назовём метрическое пространство X выпуклым, если для любых двух геодезических a(t) и b(t) функция
{\displaystyle t\mapsto d(a(t),b(t))}
является выпуклой функцией от t. Метрическое пространство называется локально выпуклым, если каждая его точка имеет окрестность, которая является выпуклой в этом смысле.
Теорема Картана — Адамара для локально выпуклых пространств формулируется следующим образом:
- Если X является локально выпуклым полным связным метрическим пространством, то универсальное накрытие X является выпуклым геодезическим пространством по отношению к индуцированной внутренней метрике.
  - В частности, универсальное накрытие такого пространства стягиваемо.

- Вариант теоремы для дельта-гиперболических пространств был доказан М. Л. Громовым.[7]